# Roberto Grau (joueur d'échecs)
Pour le joueur de Rugby, voir Roberto Grau.
Roberto Gabriel Grau  (né à Buenos Aires le 18 mars 1900, mort à Buenos Aires le 12 avril 1944) est un maître argentin du jeu d'échecs.

## Biographie et carrière
Grau a participé à de nombreux championnats d'Argentine. En 1921-1922 il est 3e-4e (le titre est remporté par Damian Reca), en 1922 il est 2e-3e (derrière Benito Villegas). En 1923-1924, il est 2e-4e (Reca est le champion). En 1924, il est 2e derrière Richard Réti. En 1926, il remporte le championnat et gagne un match contre Reca 6-2. Il est aussi champion d'Argentine en 1927 et 1928. Il remporte un match contre Isaias Pleci (4-0) en 1929, perd contre Pleci (3-5) en 1930 et contre Carlos Guimard (2-6) en 1937. Grau remporte à nouveau le championnat argentin en 1934 et un match contre Luis Piazzini (7,5-5,5) en 1935, puis un match contre Jacobo Bolbochán (5-3) en 1936, et un match contre Guimard en 1939 (7,5-5,5). 
En tournoi, il gagne le tournoi de Montevideo 1921-1922 (1er tournoi sud-américain). En 1923, il gagne à Buenos Aires. En 1924, il est 2e derrière Max Euwe à Paris. En 1925, il est 2e-3e avec Reca et derrière Luis Palau à Montevideo. En 1928, il remporte le tournoi de Mar del Plata. En 1929, il gagne à Rosario. En 1930, il est 2e-3e à Buenos Aires (remporté par Virgilio Fenoglio). En 1930, il est 5e à Buenos Aires (gagné par Jacobo Bolbochán). En 1930, il est 15e à San Remo (gagné par Alexandre Alekhine).
En 1934, il est 2e, derrière Aaron Schwartzman, à Mar del Plata. En 1934-1935, il prend la 5e place à Buenos Aires (remporté par Piazzini). En 1938, il est 5e-6e à Montevideo (Carrasco), remporté par Alekhine. En 1939, il est 4e après Fenoglio, Guimard et Julio Bolbochán à Rio de Janeiro. Il est 7e au tournoi de Buenos Aires (remporté par Miguel Najdorf et Paul Keres).
Grau a représenté l'Argentine aux Olympiades :
- à l'Olympiade non officielle de Paris en 1924, 1er échiquier, (+6 -3 =4),
- à l'Olympiade de Londres en 1927, 1er échiquier (+2 -3 =10),
- à l'Olympiade de La Haye en 1928 1er échiquier de réserve (+6 -3 =7),
- à l'Olympiade de Varsovie en 1935 1er échiquier (+6 -9 =4),
- à l'Olympiade de Stockholm en 1937 3e échiquier (+8 -2 =5),
- à l'Olympiade de Buenos Aires en 1939 1er échiquier (+1 -5 =4).

Il est l'un des signataires pour la fondation de la Fédération internationale des échecs à Paris en 1924.
Il a également publié un ouvrage en quatre volumes intitulé Tratado General de Ajedrez publié à partir de 1940.